# Tranvia Lucca-Monsummano
La tranvia Lucca-Pescia-Monsummano era una linea tranviaria che collegava Monsummano e i principali centri della Valdinievole, fino al 1928 parte della provincia di Lucca, alla città capoluogo.
La tratta di collegamento fra Pescia e Monsummano, comprese due brevi diramazioni, venne dismessa nel 1939, mentre la linea da Lucca a Pescia rimase operativa fino al 1957.

## Storia
La distanza di circa 2 km dal centro di Pescia della stazione ferroviaria, posta sulla linea Lucca-Pistoia inaugurata nel 1848, conferiva a tale cittadina un relativo isolamento rispetto al capoluogo; nei primi anni del novecento ciò indusse alla costituzione nel 1906 di un comitato per "la concessione di impianto e di esercizio" di una linea tranviaria che percorresse l'attuale strada statale 435 Lucchese collegando Lucca a Pescia e proseguendo fino a Monsummano.
Il progetto fu condotto dalla società Siemens-Schuckert ed approvato il 15 marzo 1905 dal consiglio superiore per i lavori pubblici. L'esercizio venne affidato alla Società Anonima per la Tranvia Lucca-Pescia Monsummano, che operava sotto il marchio Tranvie Elettriche Lucchesi (SATEL), cui fu rilasciata una concessione di 50 anni.
La linea fu costruita celermente ed aperta nel 1907. L'inaugurazione ufficiale avvenne il 20 luglio, con successiva apertura al traffico il 5 e 18 agosto rispettivamente per le tratte Lucca-Pescia e Pescia-Monsummano. La tranvia serviva allora un bacino stimato in 172.000 abitanti cui doveva essere aggiunto il traffico generato dai turisti, stimabili allora in almeno 50.000 all'anno, e soprattutto delle numerose attività agricole della zona, che grazie al clima mite favoriva fra l'altro lo sviluppo delle colture dell'olio. Tali potenzialità furono in breve confermate grazie all'elevato utile raggiunto nei primi anni di esercizio.
Due ulteriori brevi diramazioni a servizio del comprensorio di Pescia si aggiunsero il 1º luglio 1908, con una tratta di 2 km che collegava la citata stazione ferroviaria e il 31 luglio 1910 con altri 2,8 km verso la località Alberghi Zei.
Un ulteriore prolungamento, costituito dalla Lucca-Ponte San Pietro-Maggiano, fu completato il 29 giugno 1911.

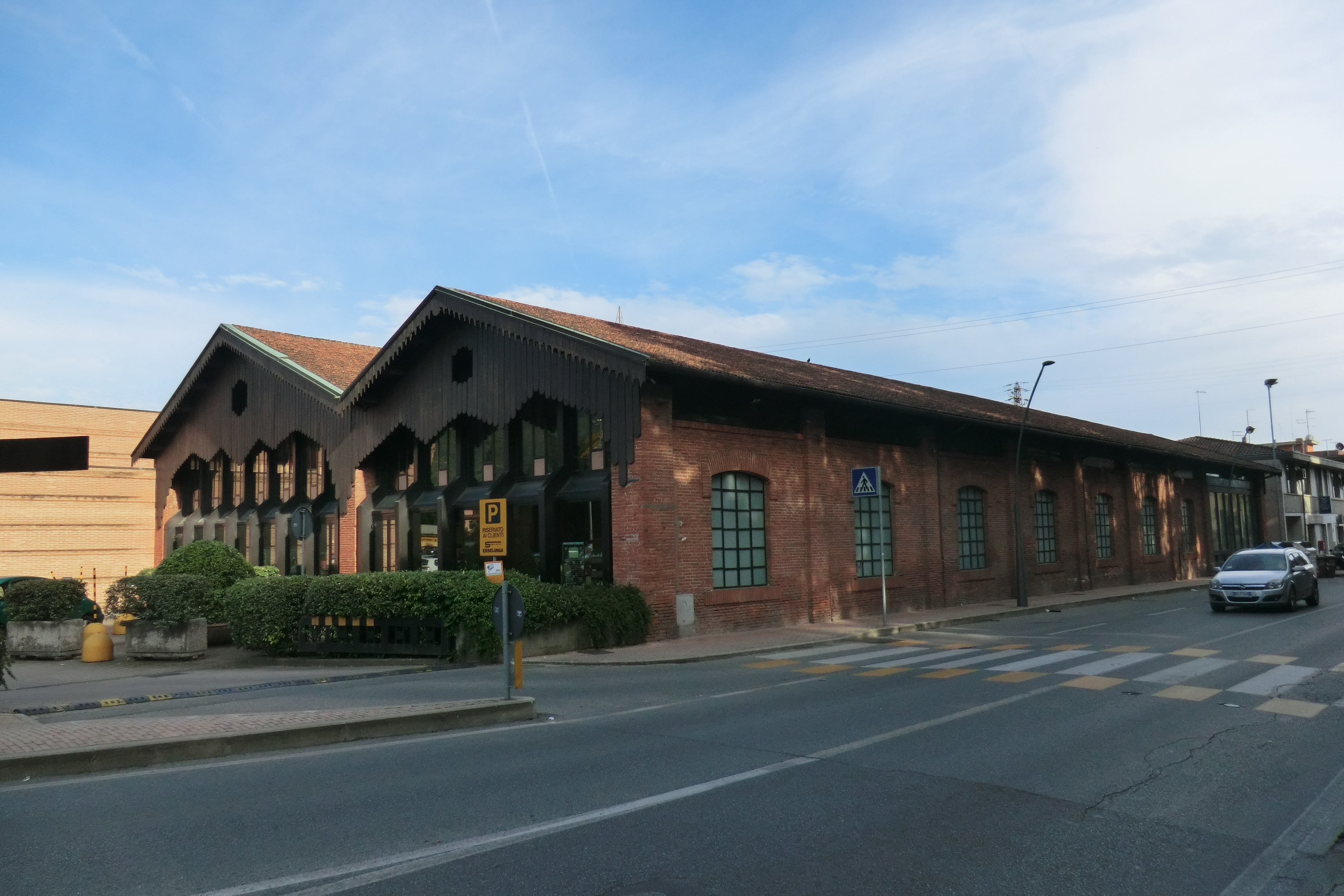
Pescia - ex rimessa tranviaria

La riforma dei trasporti in atto in quel periodo comportò l'avvio di una nuova istruttoria per la concessione degli impianti: la convenzione stipulata il 27 dicembre 1915 con la Società per la tramvia elettrica Lucca-Pescia-Monsummano per la "concessione della tramvia a trazione elettrica Lucca-Pescia Monsummano con diramazione per Alberghi e Zei" fu approvata con decreto luogotenenziale n. 83 del 9 gennaio 1916 .

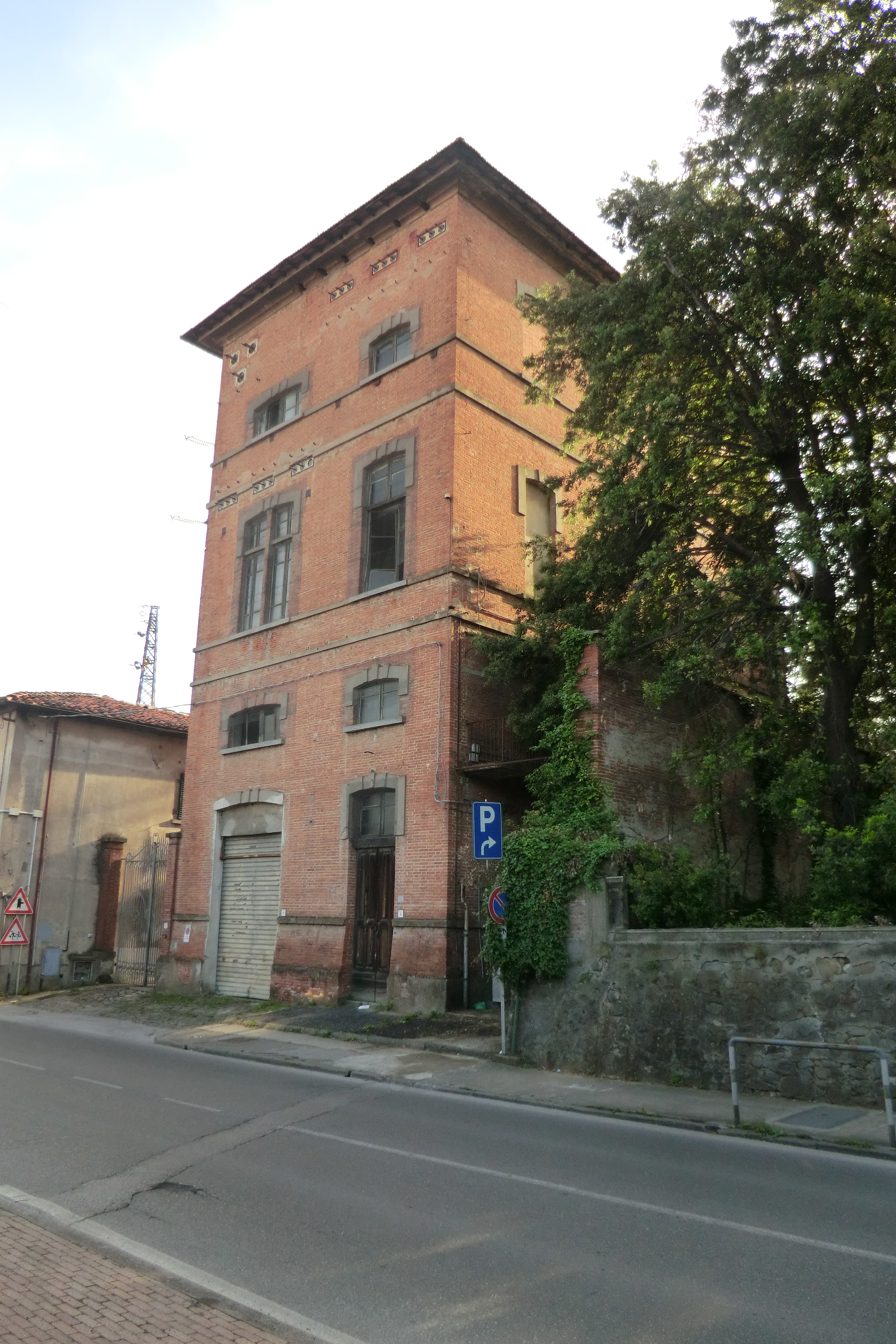
Pescia - ex sottostazione tranvia

La profonda crisi economica che negli anni trenta investì buona parte del mondo non risparmiò la società concessionaria, che si trovò in difficoltà rispetto all'esigenza di rinnovare gli impianti. In tale contesto si inseriva il decreto n. 1469 del 14 ottobre 1932 che destinava specifici finanziamenti alla riduzione dei servizi svolti con impianto fisso. Nel 1934 subentrò alla presidenza Jacopo Lazzi, i cui interessi nel campo dei trasporti automobilistici agevolarono la soppressione dei servizi urbani di Pescia e di quello verso Monsummano: tale mutamento, assieme alla soppressione del servizio merci anche sulla rimanente Lucca-Pescia, fu reso definitivo con decreto ministeriale 3512 del 9 novembre 1938.
La direzione della linea venne allora portata a Pistoia, nella medesima sede della società Fratelli Lazzi, che già allora rappresentava una realtà significativa per i trasporti in vaste aree della Toscana; il 1º dicembre dello stesso, in coincidenza dell'avvio del nuovo orario così ridotto, la società concessionaria (i cui diritti sulle linee soppresse furono trasferiti alla stessa Fratelli Lazzi) assunse la nuova denominazione di Società Anonima per la tranvia elettrica Lucca-Pescia (TLP).
Fra il 1930 ed il 1940 la TLP promosse un esteso rinnovamento degli impianti e del materiale rotabile. Tali interventi furono però in buona misura vanificati dal conflitto bellico che anche a causa dei bombardamenti aerei comportò notevoli danni al materiale rotabile e condusse alla sospensione temporanea del servizio. Nonostante l'incremento di domanda e i progetti avanzati per il ripristino del collegamento con la stazione ferroviaria di Pescia, la situazione finanziaria della società esercente non consentì il necessario incremento del parco rotabili, favorendo la nascita di autoservizi a integrazione delle corse tranviarie.
La linea tranviaria era ormai concepita come un sistema antiquato, e così presentata sulla stampa dell'epoca; in tale contesto la concessionaria richiese ed ottenne l'autorizzazione a sostituire definitivamente il servizio tranviario con autocorse. La chiusura definitiva avvenne il 22 luglio 1957.

## Caratteristiche
|  |  |  |  | Unused urban continuation backward |

|  |  |  |  | Unknown route-map component "uexBHF" |

|  |  | Continuation backward | Unknown route-map component "uexKRW+l" | Unknown route-map component "uexKRWr" |

|  |  | Station on track | Unknown route-map component "uexHST" |  |

|  |  | Unknown route-map component "ABZgl" | Unknown route-map component "uxmKRZ" | Unknown route-map component "CONTfq" |

|  | Unknown route-map component "exCONTgq" | Unknown route-map component "eABZgr" | Unknown route-map component "uexKRWl" | Unknown route-map component "uexKRW+r" |

|  |  | Straight track |  | Unknown route-map component "uexHST" |

|  |  | Straight track |  | Unknown route-map component "uexHST" |

|  |  | Straight track |  | Unknown route-map component "uexHST" |

|  |  | Stop on track |  | Unknown route-map component "uexHST" |

|  |  | Straight track |  | Unknown route-map component "uexHST" |

|  |  | Stop on track |  | Unknown route-map component "uexHST" |

|  |  | Straight track |  | Unknown route-map component "uexHST" |

|  |  | Straight track |  | Unknown route-map component "uexHST" |

|  |  | Stop on track |  | Unknown route-map component "uexBHF" |

|  |  | Stop on track |  | Unknown route-map component "uexHST" |

|  |  | Station on track | Unknown route-map component "uexKBHFa" | Unused straight waterway |

| Unknown route-map component "uexKBHFaq" | Unused transverse waterway | Unknown route-map component "emKRZo" | Unknown route-map component "uexABZql" | Unknown route-map component "uexABZgr" |

|  |  | Straight track | Unknown route-map component "uexKDSTaq" | Unknown route-map component "uexABZgr" |

|  |  | Straight track |  | Unknown route-map component "uexBHF" |

|  | Unknown route-map component "uexSTR+l" | Unknown route-map component "emKRZo" | Unused transverse waterway | Unknown route-map component "uexSTRr" |

|  | Unknown route-map component "uexBHF" | Stop on track |  |  |

|  | Unknown route-map component "uexSTRl" | Unknown route-map component "emKRZo" | Unknown route-map component "uexSTR+r" |  |

|  | Straight track | Unknown route-map component "uexHST" |

|  | Stop on track | Unused straight waterway |

|  | Station on track | Unknown route-map component "uexBHF" |

|  | Straight track | Unknown route-map component "uexHST" |

| Unknown route-map component "uexKBHFaq" | Unknown route-map component "emKRZo" | Unknown route-map component "uexSTRr" |

| Continuation forward |

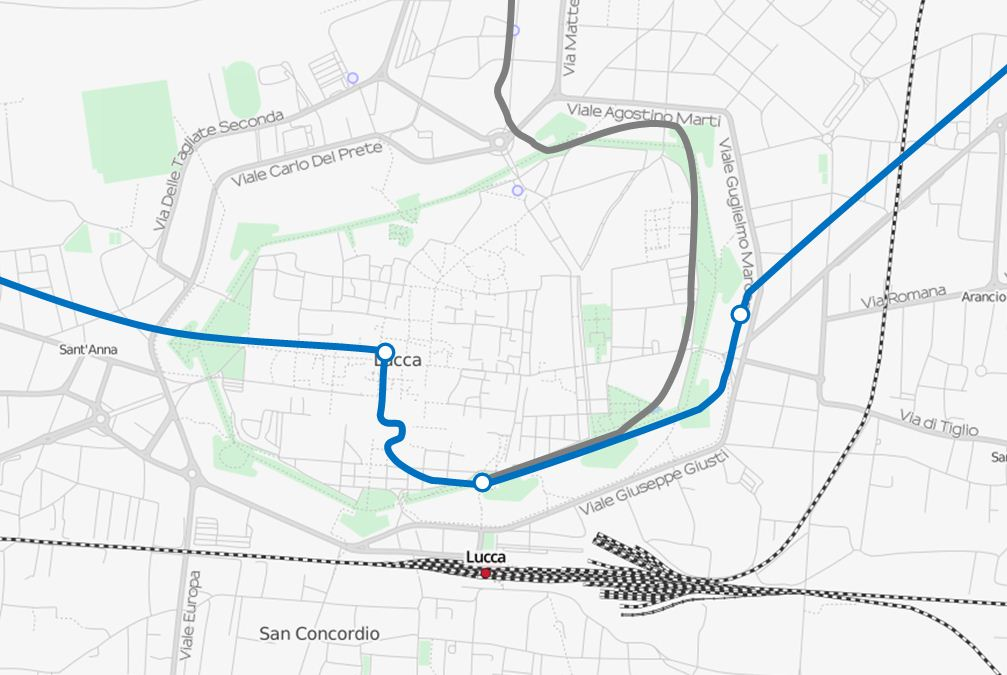
Pianta delle linee tranviarie a Lucca

La tranvia, a scartamento metrico ed alimentata alla tensione continua di 850 V, partiva da piazza del Giglio, di fronte all'omonimo teatro, all'interno delle mura di Lucca, uscendo dal centro in corrispondenza della Porta San Pietro. Percorsa in parte la circonvallazione la linea prendeva poi a seguire la provinciale Pesciatina (attuale strada regionale 435 Lucchese), attraversando il comune di Capannori, fino a Pescia. Da qui, servendo i comuni di Borgo a Buggiano, Bagni di Montecatini e Pieve a Nievole, l'impianto interessava la ex strada statale 436 Francesca raggiungendo infine piazza Giusti, a Monsummano. L'estensione della linea risultava di Lucca-Pescia Monsummano 33,332 km. Comprendendo la Lucca-Maggiano lo sviluppo complessivo della rete ammontava a 45,5 km.
Il tracciato, a causa della sede promiscua, risultava piuttosto accidentato, con curve che scendevano fino a 16 metri di raggio e pendenze fino al 65 per mille.
La diramazione per la stazione di Pescia presentava un raccordo che si immetteva nello scalo di quest'ultima, consentendo di caricare il carbone necessario alla centrale elettrica tranviaria presente nella medesima località. Intorno al 1925 quest'ultima venne integralmente rinnovata e trasformata in semplice sottostazione di trasformazione dalla rete elettrica commerciale.
In seguito alla riduzione del servizio operata nel 1938, l'originale capolinea di Lucca, ad anello, venne spostato in piazza Napoleone utilizzando un tratto di raddoppio comune alle partenze della linea per Maggiano.
L'armamento tranviario era costituito prevalentemente da rotaie Vignoles da 21,5 kg/m e, per i tratti di attraversamento urbani, da rotaie tranviarie a gola tipo Phoenix da 37 kg/m. A Lucca era inoltre presente un attraversamento a raso con la ferrovia Lucca-Aulla.
La sospensione della linea aerea era del tipo trasversale, con mensole supportate da pali a doppio T e tralicci di ancoraggio ogni 1000 m.
La composizione massima ammessa per i convogli era di 3 veicoli, anche se in prevalenza viaggiavano coppie motrice+rimorchiata; la velocità massima ammessa fu gradualmente aumentata dagli iniziali 20 km/h del 1907 ai 40 km/h degli anni cinquanta.
Con i prolungamenti verso Alberghi Zei e la stazione FS, Pescia si trovò ad ospitare una vera e propria rete tranviaria, seppur di modeste dimensioni. Presso la rotatoria ubicata in corrispondenza dello sbocco di viale Marconi (strada provinciale Mammianese) è presente l'edificio che ospitava la rimessa tranviaria, restaurato rispettando la foggia originale del fabbricato e destinato ad appendice dell'attiguo centro commerciale.
Un'altra rimessa tranviaria si trovava a Lucca, ed ha ospitato fino ai primi anni duemila gli autobus del ramo ex Lazzi della società CTT Nord.

## Materiale rotabile
I rotabili della dotazione originaria furono ordinati nel 1906 alla Carminati e Toselli in ragione di 7 motrici e 5 rimorchiate. La parte elettrica, che comprendeva 2 motori da 53 kW, venne realizzata da AEG-Thompson Houston.
10 ulteriori elettromotrici ed altrettante rimorchiate furono ordinate nel 1908; queste ultime si distinguevano dalle precedenti per la presenza fin dall'inizio di piattaforme chiuse.
Altre 3 motrici, due delle quali destinate al trasporto di merci, si aggiunsero nel 1909.
L'aumento del traffico comportò l'acquisto di altre 5 motrici nel 1911.
In conseguenza del progressivo ridimensionamento del parco, nel 1945 alcuni rotabili furono ceduti alla FERT (Ferrovie Elettriche Regionali e Tramvie) di Vicoforte (Cuneo) che eserciva la ferrovia Menaggio-Porlezza.

### Materiale motore - prospetto di sintesi
| Unità    | Anno di costruzione | Costruttore         | Potenza (kW) | Note                                |
| -------- | ------------------- | ------------------- | ------------ | ----------------------------------- |
| 1÷2, 4÷8 | 1907                | Carminati & Toselli | 52           | inizialmente con piattaforme aperte |
| 9÷18     | 1908                | OMR                 | 52           |                                     |
| 3        | 1908                | Carminati & Toselli | 52           |                                     |
| 19÷20    | 1909                | Carminati & Toselli | 52           | per servizio merci                  |
| 21÷25    | 1911                | Carminati & Toselli | 74           |                                     |